# Shuhei Mitsuhashi
Shuhei Mitsuhashi (født 18. juli 1994) er en japansk fodboldspiller, som spiller for den japanske fodboldklub Fukushima United FC.